# Andrzej Jagodziński (pianista)
Andrzej Jagodziński (ur. 4 sierpnia 1953 w Garbatce-Letnisku) – polski pianista jazzowy.

## Kariera muzyczna
Ukończył klasę waltorni w Akademii Muzycznej im. F. Chopina w Warszawie. Jeszcze w trakcie studiów dostał posadę waltornisty w Orkiestrze Symfonicznej Polskiego Radia. Jednocześnie zaczął jako pianista prowadzić trio jazzowe. Zgłosił się z nim na konkurs Old Jazz Meeting „Złota Tarka” w 1979. Wygrał. Został tam dostrzeżony przez Henryka Majewskiego, który zaproponował Jagodzińskiemu współpracę, co stanowiło początek jego profesjonalnej kariery pianistycznej.
Andrzej Jagodziński grał m.in. z grupami Old Timers, Swing Session, String Connection (zespół lat 80. w ankiecie czytelników Jazz Forum), Quintessence (Birthday – jazzowy album roku 1992), Big Warsaw Band, w kwartecie Janusza Muniaka, w kwartecie Zbigniewa Namysłowskiego i w „Czwartecie” Jana „Ptaszyna” Wróblewskiego. Od 1987 jest stałym akompaniatorem Ewy Bem.
Jego najpopularniejszą płytą jest Chopin z 1993 w trio z Adamem Cegielskim na basie i Czesławem „Małym” Bartkowskim na perkusji. Dostał za nią Fryderyka w kategorii najlepsza płyta jazzowa. Album ten zapoczątkował swoistą modę na jazzowe interpretacje muzyki Chopina, płyty o tej tematyce nagrali potem m.in. Krzysztof Herdzin i Leszek Możdżer.
W swej dotychczasowej karierze koncertował niemal na całym świecie biorąc udział między innymi w Jazz Yatra – Bombay, Ost-West Nurnberg, Jazz in Europe-Paris, Skane Festivalen in Malmo, Edinburgh Art Festival, Ankara Music Festival, Leverkusener Jazz Tage oraz Istanbul International Festival.

## Dyskografia
- Tomasz Stańko – Roberto Zucco (1995, Polonia Records)[1]
- Henryk Miśkiewicz – Remembrances (1996, Black Label Productions)[2]
- Włodzimierz Nahorny – Piosenki Lwowskie (1996, Polonia Records)[3]
- Ewa Bem – Bright Ella’s Memorial (1997, Koch)[4]
- Hey – Cegiełka na rzecz ofiar powodzi – Moja i twoja nadzieja (1997, PolyGram Polska)[5]
- Piosenki i muzyka z filmu Spona (1998, PolyGram Polska)[6]
- Janusz Kozłowski – Friends (1998, Jazz Forum Records)[7]
- Marcin Masecki, Andrzej Jagodziński – Tribute To Marek & Wacek (1998, Polonia Records)[8]
- Andrzej Jagodziński Trio – Chopin Metamorphosis (1999, Opus 111)[9]
- Andrzej Jagodziński Trio – Chopin Once More (1999, ZPR Records)[10] – złota płyta[11]
- Aneta Łastik, Jagodziński Trio – Avec Le Temps (1999, ZPR Records)[12]
- Andrzej Jagodziński, Marcin Masecki, Kwartet Prima Vista – Gdzie są filmy z tamtych lat... (2000, Polskie Radio)[13]
- Andrzej Jagodziński Trio – Chopin (2005, Polonia Records)[14]
- Andrzej Jagodziński Trio, Giovanni Mirabassi – C Minor (2005, Profonica)[15]
- Andrzej Jagodziński Trio – Kolędy. Christmas Carols (2006, Polonia Records)[16]
- Jagodziński Trio & Agnieszka Wilczyńska – Warownym Grodem (2009, Wydawnictwo Warto)[17]
- Aneta Łastik, Andrzej Jagodziński – Pieśni Rosyjskie (2009, Polskie Nagrania Muza)[18]
- Andrzej Jagodziński Trio – Chopin – Sonata b-moll (2009, Agora)[19] – złota płyta[20]
- Andrzej Jagodziński Trio – Chopin les brillantes (2010, Studio Realizacji Myśli Twórczych)[21]
- Wojciech Staroniewicz, Andrzej Jagodziński – Tranquillo (2012, Allegro)[22]
- Andrzej Jagodziński Trio – Muzyka Polska (2011, Studio Realizacji Myśli Twórczych)[23]
- Andrzej Jagodziński – Koncert Fortepianowy g-moll (2013, Studio Realizacji Myśli Twórczych)[24]
- Andrzej Jagodziński – W Hołdzie Wolności (2015, Polskie Radio)[25]
- Andrzej Jagodziński, Agnieszka Wilczyńska – Wilcze jagody (2019)[26]

## Odznaczenia
- Srebrny Krzyż Zasługi (2020)[27]
- Srebrny Medal „Zasłużony Kulturze Gloria Artis” (2023)[28]
- Brązowy Medal „Zasłużony Kulturze Gloria Artis” (2005)[28]

## Nagrody i wyróżnienia
- tytuł Honorowego Obywatela Gminy Garbatka-Letnisko (15 lipca 2007)
- Nagroda Miasta st. Warszawy (2012)[29]
- Nagroda 100-lecia ZAiKS-u (2022)[30]